# Protonemura waliabadi
Protonemura waliabadi is een steenvlieg uit de familie beeksteenvliegen (Nemouridae). De wetenschappelijke naam van de soort is voor het eerst geldig gepubliceerd in 1964 door Aubert.